# Vittersbourg
Vittersbourg est une commune française située dans le département de la Moselle, en région Grand Est.

## Géographie
Le village de Vittersbourg est situé en Lorraine germanophone dans la vallée de l'Albe, non loin de la frontière linguistique mosellane, à 6 km au nord-est d’Albestroff.

### Communes limitrophes
| Kappelkinger | Hazembourg   | Kirviller          |
| Insming      | Vittersbourg | Honskirch          |
| Givrycourt   | Vibersviller | Altviller Bas-Rhin |

### Hydrographie
La commune est située dans le bassin versant du Rhin au sein du bassin Rhin-Meuse. Elle est drainée par le ruisseau du Papillon et le ruisseau Engengraben.

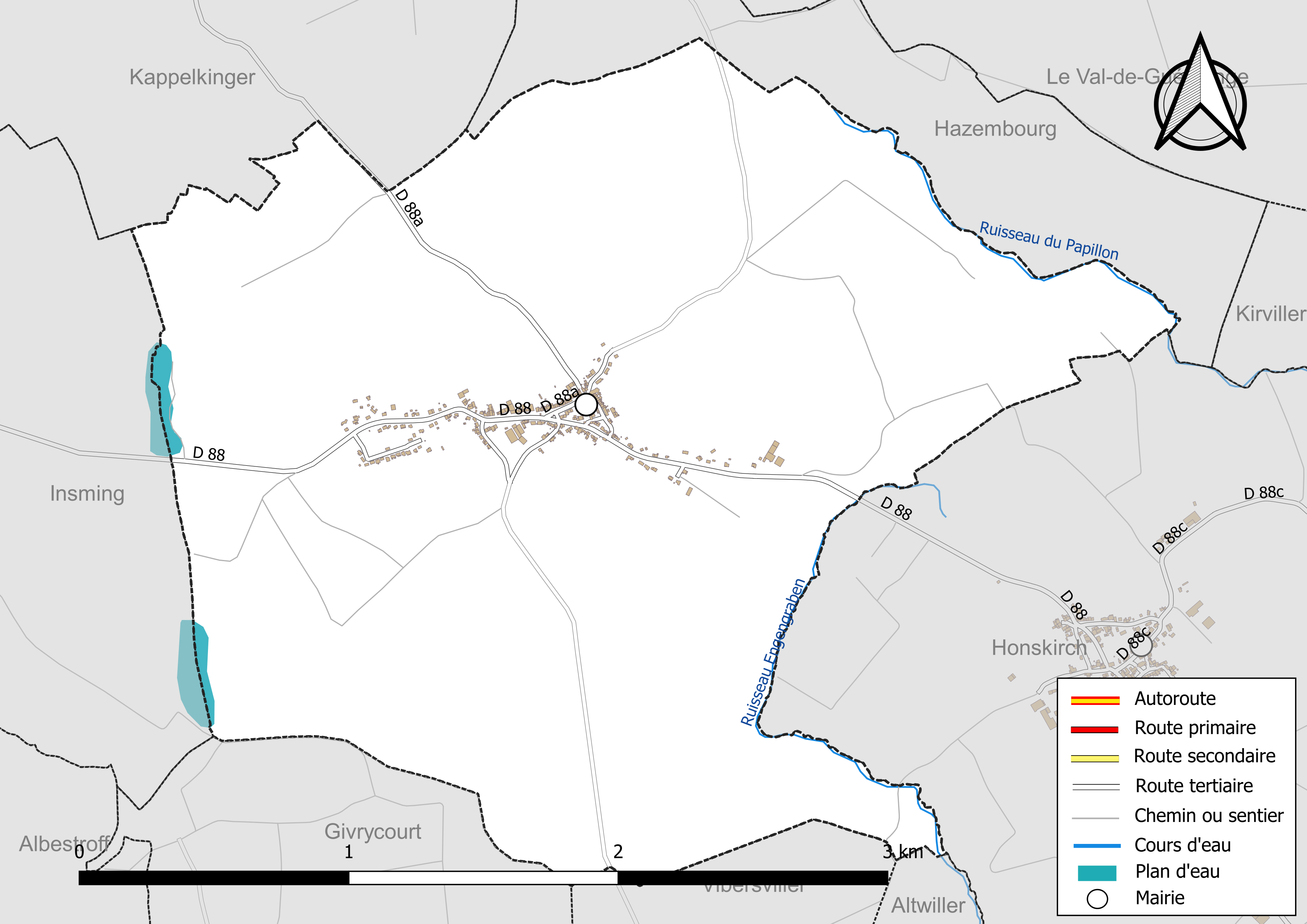
Réseaux hydrographique et routier de Vittersbourg.

### Climat
Pour des articles plus généraux, voir Climat du Grand Est et Climat de la Moselle.
En 2010, le climat de la commune est de type climat des marges montargnardes, selon une étude du Centre national de la recherche scientifique s'appuyant sur une série de données couvrant la période 1971-2000. En 2020, Météo-France publie une typologie des climats de la France métropolitaine dans laquelle la commune est exposée à un climat semi-continental et est dans la région climatique  Vosges, caractérisée par une pluviométrie très élevée (1 500 à 2 000 mm/an) en toutes saisons et un hiver rude (moins de 1 °C). 
Pour la période 1971-2000, la température annuelle moyenne est de 9,9 °C, avec une amplitude thermique annuelle de 17,1 °C. Le cumul annuel moyen de précipitations est de 890 mm, avec 12,1 jours de précipitations en janvier et 9,4 jours en juillet. Pour la période 1991-2020, la température moyenne annuelle observée sur la station météorologique de Météo-France la plus proche, « Kappelkinger_sapc », sur la commune de Kappelkinger à 3 km à vol d'oiseau, est de 10,6 °C et le cumul annuel moyen de précipitations est de 772,6 mm. 
La température maximale relevée sur cette station est de 38,8 °C, atteinte le 25 juillet 2019 ; la température minimale est de −19,6 °C, atteinte le 26 décembre 2010,,. 
Les paramètres climatiques de la commune ont été estimés pour le milieu du siècle (2041-2070) selon différents scénarios d'émission de gaz à effet de serre à partir des nouvelles projections climatiques de référence DRIAS-2020. Ils sont consultables sur un site dédié publié par Météo-France en novembre 2022.

## Urbanisme

### Typologie
Au 1er janvier 2024, Vittersbourg est catégorisée commune rurale à habitat dispersé, selon la nouvelle grille communale de densité à sept niveaux définie par l'Insee en 2022.
Elle est située hors unité urbaine et hors attraction des villes,.

### Occupation des sols
L'occupation des sols de la commune, telle qu'elle ressort de la base de données européenne d’occupation biophysique des sols Corine Land Cover (CLC), est marquée par l'importance des territoires agricoles (76,4 % en 2018), une proportion sensiblement équivalente à celle de 1990 (77 %). La répartition détaillée en 2018 est la suivante : zones agricoles hétérogènes (42,6 %), prairies (20,8 %), forêts (18,9 %), terres arables (12,9 %), zones urbanisées (4,7 %). L'évolution de l’occupation des sols de la commune et de ses infrastructures peut être observée sur les différentes représentations cartographiques du territoire : la carte de Cassini (XVIIIe siècle), la carte d'état-major (1820-1866) et les cartes ou photos aériennes de l'IGN pour la période actuelle (1950 à aujourd'hui).

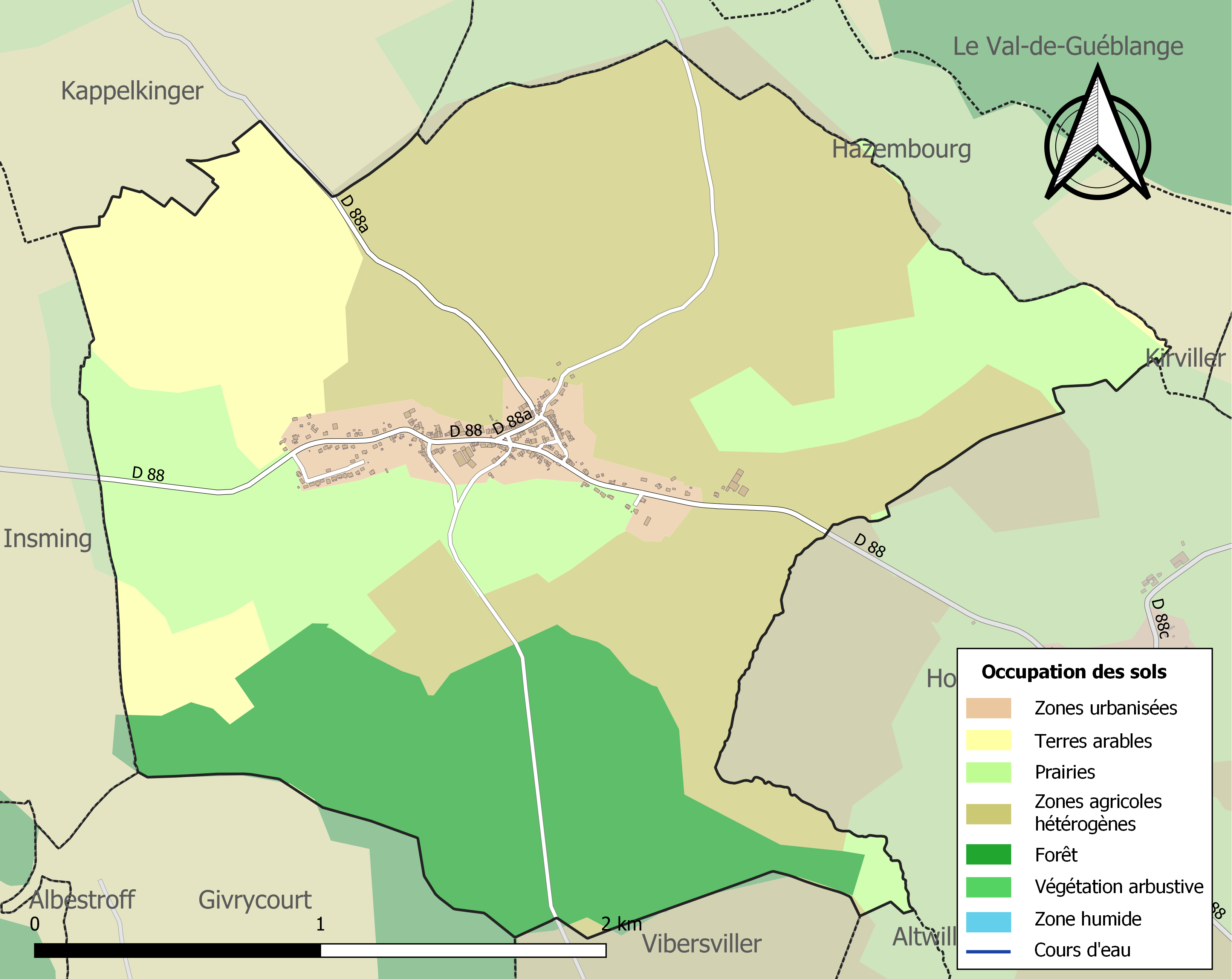
Carte des infrastructures et de l'occupation des sols de la commune en 2018 (CLC).

## Toponymie
- Witerborch (1343), Vitersberg et Vittersberg (1559), Witersburg (1594), Vitersbourg (1793), Witersbourg (1801), Wittersburg (1871-1918).

## Histoire

### Des origines à la fin du duché de Lorraine en 1766
L'origine du village n'est pas connue. Selon Lepage, la plus ancienne mention du village se trouve dans une charte de 1343.
Vittersbourg fit sans doute initialement partie du comté de Marimont (Mörsberg).
Du Moyen Âge au XVIIIe siècle, Vittersbourg fit partie du duché de Lorraine, État souverain relevant du Saint-Empire romain germanique. Le village dépendait de la prévôté d'Insming et de la châtellenie de Marimont dans le bailliage d'Allemagne.
La guerre de Trente Ans qui dévasta toute la Lorraine n’épargna pas le village de Vittersbourg, qui semble avoir été entièrement détruit en 1633.
Sur le plan religieux, Vittersbourg resta pendant des siècles une simple annexe de la paroisse catholique d’Insming. Après des décennies de négociations, les habitants de Vittersbourg obtinrent enfin que leur église soit érigée en paroisse en 1747.

### L'annexion à la France (1766-1871)
Conformément aux dispositions du traité de Vienne de 1738, le duché de Lorraine perd son indépendance et est annexé au royaume de France en 1766 après le décès du duc Stanislas Leszczyński. Le village de Vittersbourg devient français et est alors rattaché à la province de Lorraine, née de la fusion des Trois-Évêchés (annexés de facto au royaume depuis 1552) et des anciens duchés nouvellement acquis.
Le découpage de la province de Lorraine en départements en 1790 fait fi aussi bien des liens historiques de ses territoires que de la frontière linguistique mosellane. Le vœu formulé par l'assemblée de réduction de Sarreguemines de créer un département lorrain de langue allemande n’a pas été retenu. La commune se voit ainsi rattachée au canton d'Albestroff, autrefois siège d'une châtellenie épiscopale, dans le département de la Meurthe, qui était majoritairement francophone.

### L’annexion à l’Allemagne et le Reichsland (1871-1919)
En 1871, Vittersbourg est annexée à Empire allemand en vertu du traité de Francfort. Le village fait alors partie du district de Lorraine, l’un des trois districts administratifs de l'Alsace-Lorraine et adopte l'orthographe allemande Wittersburg.
En 1914, la mobilisation des soldats du Reichsland s’opéra dans l’ordre et le calme, les défections furent rares ; seuls quelques centaines de mobilisables proches de la frontière s’enfuirent en France plutôt que de se battre pour le Kaiser. Le drame de ces Malgré-nous de la Grande-Guerre, dont beaucoup perdirent la vie sur les champs de bataille, est rarement évoqué.

### Le rattachement à la France et la Seconde Guerre mondiale
Conformément à l’article 27 du traité de Versailles, Vittersbourg est réunie à la France en 1919. Le village reprend son orthographie française et est rattaché au nouveau département de la Moselle qui adopte les limites administratives du district de Lorraine.
À la suite de l'offensive allemande à l’Ouest du 10 mai 1940, les habitants sont évacués en toute hâte le 29 mai 1940 à Châteldon dans le Puy-de-Dôme et forcés d’abandonner sur place leurs biens et leur bétail.
À leur retour en septembre 1940, les réfugiés retrouvent un village dévasté et pillé. L'église, dont le clocher pouvait servir d'observatoire, a été détruite par des bombes incendiaires allemandes les 12 et 13 juin 1940. Le département de la Moselle a été entretemps occupé par l’Allemagne et annexé de facto au troisième Reich qui l’a incorporé au Gau Westmark.
Le 19 août 1942, le Gauleiter Josef Bürckel promulgua l'ordonnance instituant le service militaire obligatoire pour les Mosellans, en violation du droit international. La situation était cependant bien différente de celle de 1914 et nombreux furent les jeunes Alsaciens-Lorrains qui refusèrent de se battre pour le troisième Reich.
En 1943, quatorze jeunes réfractaires et déserteurs Malgré-nous de Vittersbourg rejoignirent une cinquantaine de prisonniers russes et serbes évadés d’un camp de Sarralbe et se réfugièrent dans la forêt du Muhlwald.
Le 10 juin 1944, le village fut une première fois fouillé sans succès par une unité allemande. Une deuxième fouille, encore plus brutale, menée le 18 juillet 1944 ne permit pas davantage de retrouver les réfractaires, mais par mesure de représailles onze parents de ces Malgré-nous furent internés au camp de la Brême d'Or à Sarrebruck. Ce n'était que la première étape d’un long calvaire qui devait se poursuivre à partir de début septembre 1944 à Sachsenhausen pour les hommes et à Ravensbrück puis Oranienburg-Sachsenhausen pour les femmes.
Alors que la bataille de Metz venait de commencer, les Allemands lancent du 21 au 23 septembre 1944 une nouvelle action. Lors d'une battue dans la forêt le 22 septembre, un des jeunes maquisards, Eugène Blanchard, fut abattu. Les treize survivants ne purent cependant être capturés. Dans la nuit du 22 au 23 septembre, les maquisards du Muhlwald commirent un attentat près d’Insming sur la ligne de chemin de fer de Bénestroff à Sarralbe. Les Allemands menacèrent alors de pendre dix otages et d'incendier les maisons du village s'ils refusaient de se rendre. Devant cette menace, les treize maquisards sortirent de leurs cachettes le 28 septembre et se rendirent à l'occupant. Transférés  à la prison militaire de Torgau, ils furent jugés par un tribunal militaire et condamnés à de lourdes peines. Deux d'entre eux moururent peu après leur libération en mai et juin 1945.
Deux mois plus tard, en novembre 1944, la commune fut enfin libérée par les troupes américaines. Sur les vingt sept habitants du village qui avaient été au total déportés ou emprisonnés, sept n'ont pas survécu. Il faut ajouter à ces victimes de la déportation les cinq habitants du village tués par faits de guerre et le fusillé de la forêt du Muhlwald. Village martyr, la commune est citée à l'Ordre de la Nation le 1er juillet 1940.

## Politique et administration
| Période                                  | Période   | Identité           | Étiquette | Qualité |
| ---------------------------------------- | --------- | ------------------ | --------- | ------- |
| mars 1993                                | mars 2001 | Armand Blang       |           |         |
| mars 2001                                | mars 2008 | Éric Schmitt       |           |         |
| mars 2008                                | En cours  | Gilbert Rostoucher |           |         |
| Les données manquantes sont à compléter. |           |                    |           |         |

## Démographie
L'évolution du nombre d'habitants est connue à travers les recensements de la population effectués dans la commune depuis 1793. Pour les communes de moins de 10 000 habitants, une enquête de recensement portant sur toute la population est réalisée tous les cinq ans, les populations de référence des années intermédiaires étant quant à elles estimées par interpolation ou extrapolation. Pour la commune, le premier recensement exhaustif entrant dans le cadre du nouveau dispositif a été réalisé en 2008.

En 2022, la commune comptait 336 habitants, en évolution de −7,95 % par rapport à 2016 (Moselle : +0,52 %, France hors Mayotte : +2,11 %).
| 1793 | 1800 | 1806 | 1821 | 1831 | 1836 | 1841 | 1846 | 1851 |
| ---- | ---- | ---- | ---- | ---- | ---- | ---- | ---- | ---- |
| 500  | 429  | 546  | 424  | 580  | 614  | 603  | 592  | 539  |

| 1856 | 1861 | 1871 | 1875 | 1880 | 1885 | 1890 | 1895 | 1900 |
| ---- | ---- | ---- | ---- | ---- | ---- | ---- | ---- | ---- |
| 502  | 533  | 519  | 521  | 503  | 503  | 482  | 483  | 463  |

| 1905 | 1910 | 1921 | 1926 | 1931 | 1936 | 1946 | 1954 | 1962 |
| ---- | ---- | ---- | ---- | ---- | ---- | ---- | ---- | ---- |
| 451  | 423  | 363  | 368  | 376  | 344  | 320  | 300  | 330  |

| 1968 | 1975 | 1982 | 1990 | 1999 | 2006 | 2008 | 2013 | 2018 |
| ---- | ---- | ---- | ---- | ---- | ---- | ---- | ---- | ---- |
| 322  | 310  | 309  | 296  | 287  | 320  | 330  | 358  | 351  |

| 2022 | - | - | - | - | - | - | - | - |
| ---- | - | - | - | - | - | - | - | - |
| 336  | - | - | - | - | - | - | - | - |

## Culture locale et patrimoine

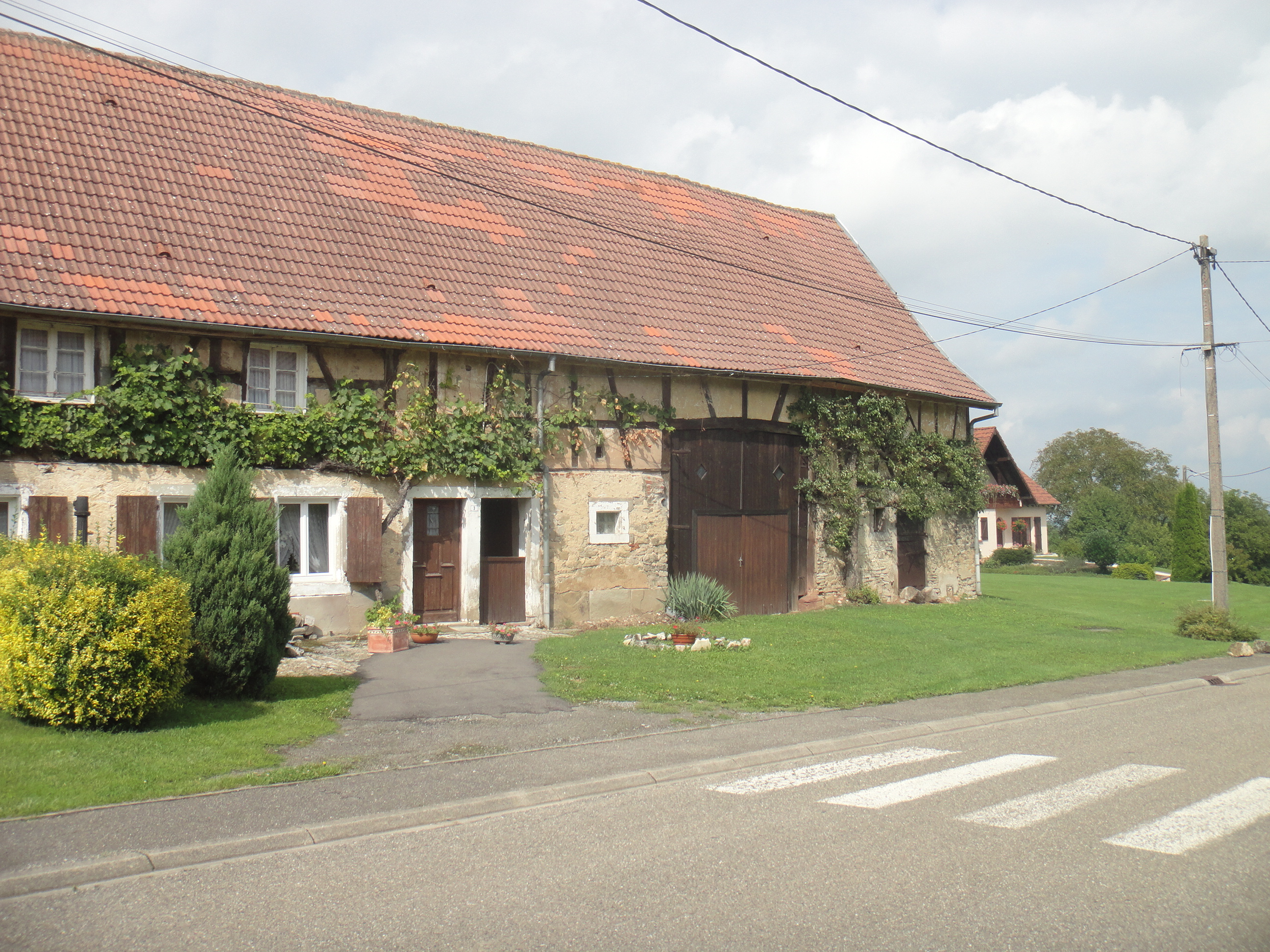
Ferme à pans de bois datant du XVIII.

### Lieux et monuments
- Passage d'une voie romaine.
- Ferme à pans de bois datant du XVIIIe siècle, fortement remaniée en 1826 et inscrite aux Monuments Historiques en 1992.

#### Édifices religieux
- Église Saint-Georges satant de 1747, détruite en 1940, remplacée par une église en 1955 avec un clocher de 1847.
- Grotte de Lourdes édifiée par les habitants de la commune en 1930. Fête religieuse célébrée tous les ans en l'honneur de la nativité de la Sainte Vierge, le premier dimanche de septembre avec retraite aux flambeaux à travers les rues du village.

## Héraldique
| Blason de Vittersbourg | Blason  | D'or à la tour donjonnée de gueules, issant d'une champagne crénelée du même, et sommée d'un étendard d'argent à la fasce de gueules. |
| Blason de Vittersbourg | Détails | Le statut officiel du blason reste à déterminer.                                                                                      |